# زرزور (المسیله)
زرزور (به عربی: الزرزور) یک شهرداری در الجزایر است که در استان مسیله واقع شده‌است. زرزور ۱٬۸۷۶ نفر جمعیت دارد.